# 臺灣基督長老教會大稻埕教會
25°03′35″N 121°30′45″E / 25.059631°N 121.512611°E
臺灣基督長老教會大稻埕教會，是位於臺灣臺北市大同區大稻埕的禮拜堂，1915年由李春生捐獻，2002年5月由龍應台等出面阻止教會拆除，達成建物前移、修復的共識，今列市定古蹟。

## 樣貌
教堂樣式為李春生參考廈門一帶的教堂。構造上，採雙坡屋頂，以清水磚來加強挑高二樓結構，壁厚一尺六寸。山牆高聳以彰顯上帝，並開設牛眼窗。立面中央設西洋教堂常見的尖拱窗，兩側紅磚裝飾短柱為仿科林斯柱式。其餘的特徵如門窗形式和扶柱均採哥特式建筑，與枋隙禮拜堂相去不遠。雖為西洋建築，但洗石子裝飾有呈現台灣傳統圖案。入口處設計二門，以讓男女分別出入。內部占地兩百坪，可容約兩百五十人。地基深挖達五尺之深。
2001年10月7日，市府文化局邀集建築歷史專家學者選出大稻埕地區十景，此教堂入選。同年，列入臺灣歷史建築百景第六十六處。2013年，臺灣宗教百景票選，此為北市廿九處獲推薦景點之一。

## 沿革

### 建物由來

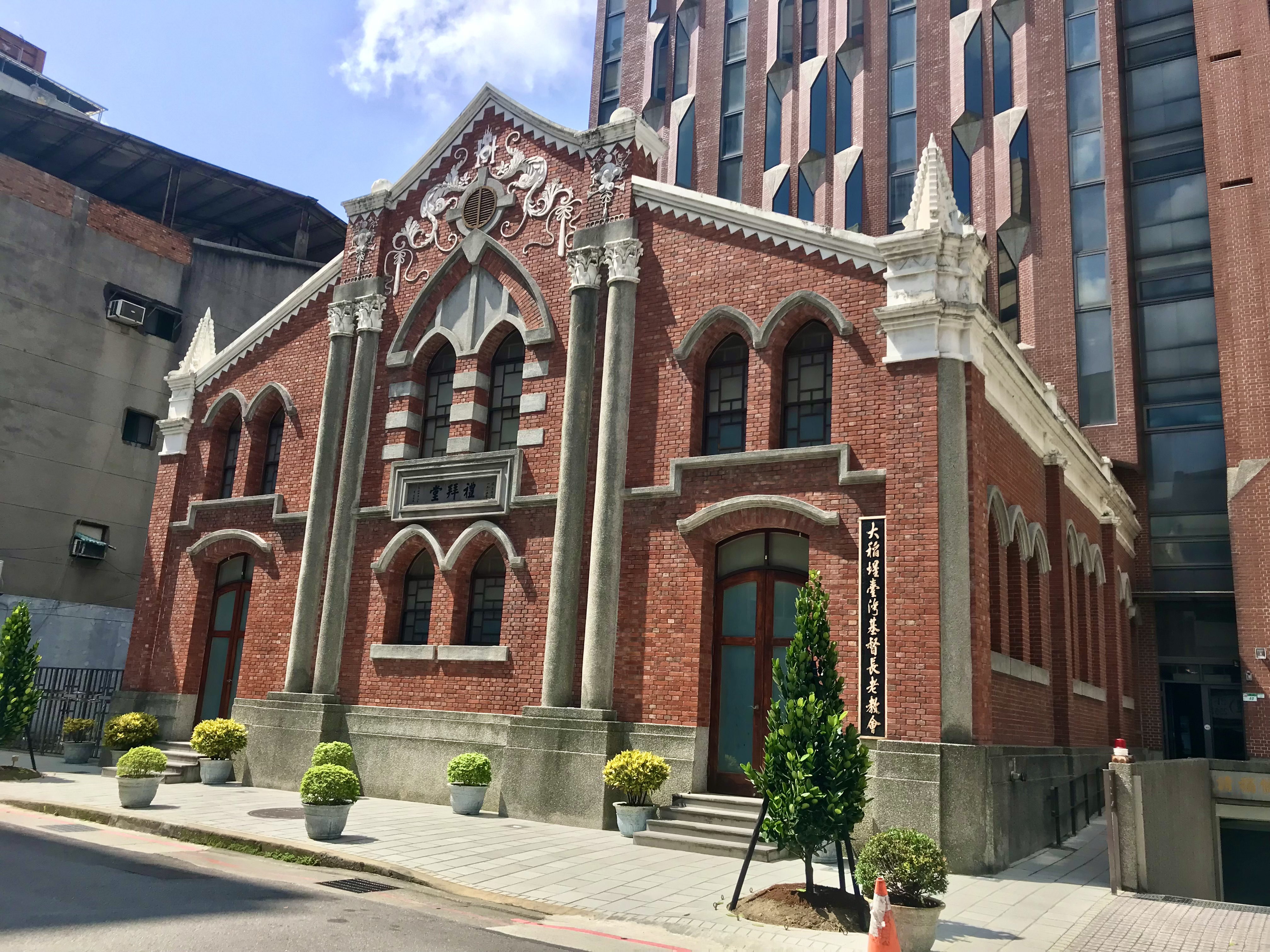
左側

1914年8月，台灣基督長老教會枋隙教會的枋隙禮拜堂因已不合信徒需求，由李春生獨資在大稻埕另地興建新的禮拜堂。1915年8月15日於現址新建禮拜堂後，教會改名「大稻埕教會」。

### 年久失修

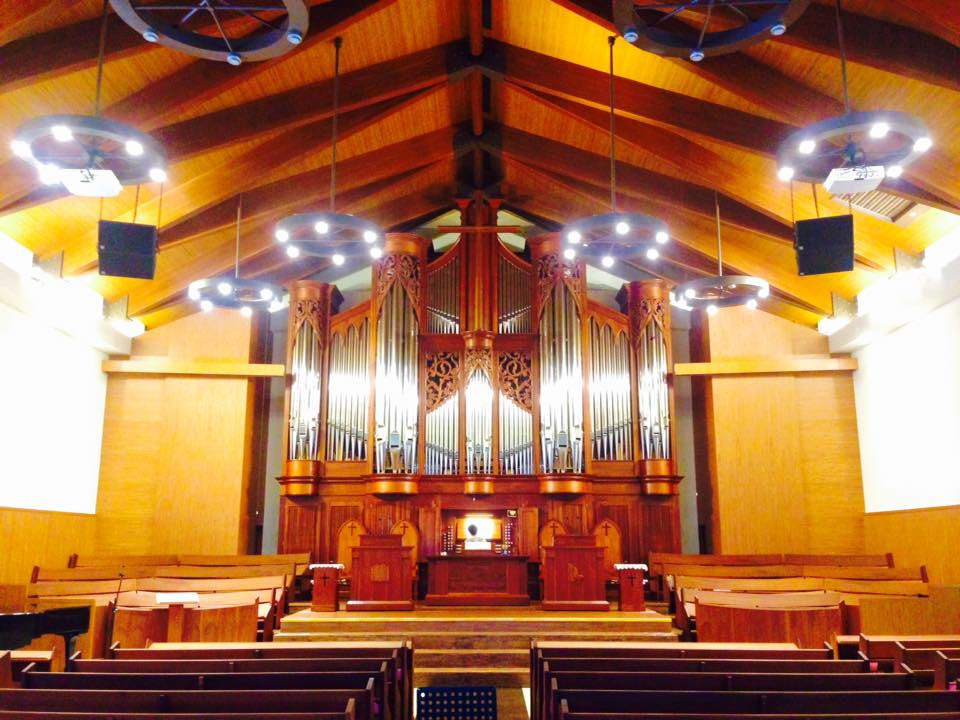
內部

大稻埕教會於1966年大修禮拜堂屋頂，1988年對牆壁修繕補強。歷經多次翻修，土質紅屋瓦已變成烤漆鋼板屋頂、本堂兩側牆壁外傾而需六支鋼筋水泥柱支撐。因內部漏水，教友還在室內撐傘。
1997年10月13日下午，臺北市政府民政局長李逸洋領隊林英俊、徐裕健、黃富三、周宗賢、曹奮平來大稻埕禮拜堂會勘。次年1月13日，民政局召開古蹟鑑定審查會上，學者建議將此禮拜堂與甘州街李宅都列為紀念李春生的歷史性建築群。
龍應台在臺北市政府文化局長任內，自2001年起，定8月28日起舉辦為期一個月的「台北古蹟月」活動。可活動期間，9月2日，龍應台就因來不及搶救南港區八卦窯，而於被拆除的廢墟中表示痛心。5日，面對大稻埕教會計畫拆除禮拜堂，龍應台在漢寶德、夏鑄九、辛晚教、李乾朗、李繁彥、張瑞德等十餘位專家學者出席的古蹟審查委員會，對教會牧師羅仁貴及李春生後代李福然，傳達希望教會與李家同意將這禮拜堂列古蹟的心願。早於1996年12月2日，台北市政府就推出「大稻埕特定專用區建築樓地板面積移轉要點」，對大稻埕的古建物以容基移轉來鼓勵所有權人保留。文化局主動提出登錄為古蹟後，會協助教會容積移轉，但被教會以有地域性拒絕。

### 搶救過程
2002年4月11日，因傳出教會即將拆除禮拜堂，文化局帶漢寶德、李乾朗、黃富三、南方朔前來，受李春生第六代子孫李昌平回應反對列為古蹟、並拒絕學者入內。教會在該年5月16日清晨開始拆除禮拜堂，首先破壞禮拜堂前方石階及後面屋瓦、牆垣。當時《文化資產保存法》缺少稅賦減免優惠，使得民間對保存古蹟意願不高。當天，龍應台出面制止拆除作業，並由建管處勒令教會停工。
5月20日晚，大同區延平區民活動中心舉行古蹟指定公聽會。出席的李乾朗、胡寶林，黃富三、莊永明、李明輝、廖武治等分別陳述主存張保存的理由。與會的教友們幾乎一面倒支持拆除重建，並強調李春生後代以及教友才有資格決定此教堂去留，甚至有教友多次欲扯下主持人龍應台的麥克風。
5月23日，議員王浩代教會召開記者會，由羅仁貴陳述建物老舊有安全、衛生、交通、設備、及空間不足等問題，實有改建必要，但會保存禮拜堂立面，希望市長馬英九正視。市府為展現誠意，將監看禮拜堂的人員撤回。
原先文化局已與教會達成協議，於5月28日一起商討。但25日清晨1點20分，突然有怪手開始拆除禮拜堂立面，被附近廟宇聊天泡茶的民眾發現。當夜3點，趕到現場的龍應台蹲坐在已成廢墟的立面磚瓦上，激動哭泣。事發時在谷關的羅仁貴對於媒體詢問此事，僅表示不知情。拆除立面後，信徒便改至一旁的女子神學院聚會。27日，市府古蹟審查委員會經三個多小時討論，依然決定將此禮拜堂以「台灣基督長老教會大稻埕教會」之名列為市定古蹟，成為台北市第一百處古蹟。
偷拆事件後，文化部出版的《2001歷史建築百景專輯》被諷刺是「畢業紀念冊」。6月21日，龍應台再度前來，強調「古蹟不是漏夜拆了就算」，重申文化局貫徹古蹟保護的決心。10月28日，龍應台為被燒毀的蔡瑞月舞蹈研究社舉行上梁典禮時，亦表示「燒也沒用、拆也沒用，我一定會一磚一瓦再回復起來」。

### 遷移修復

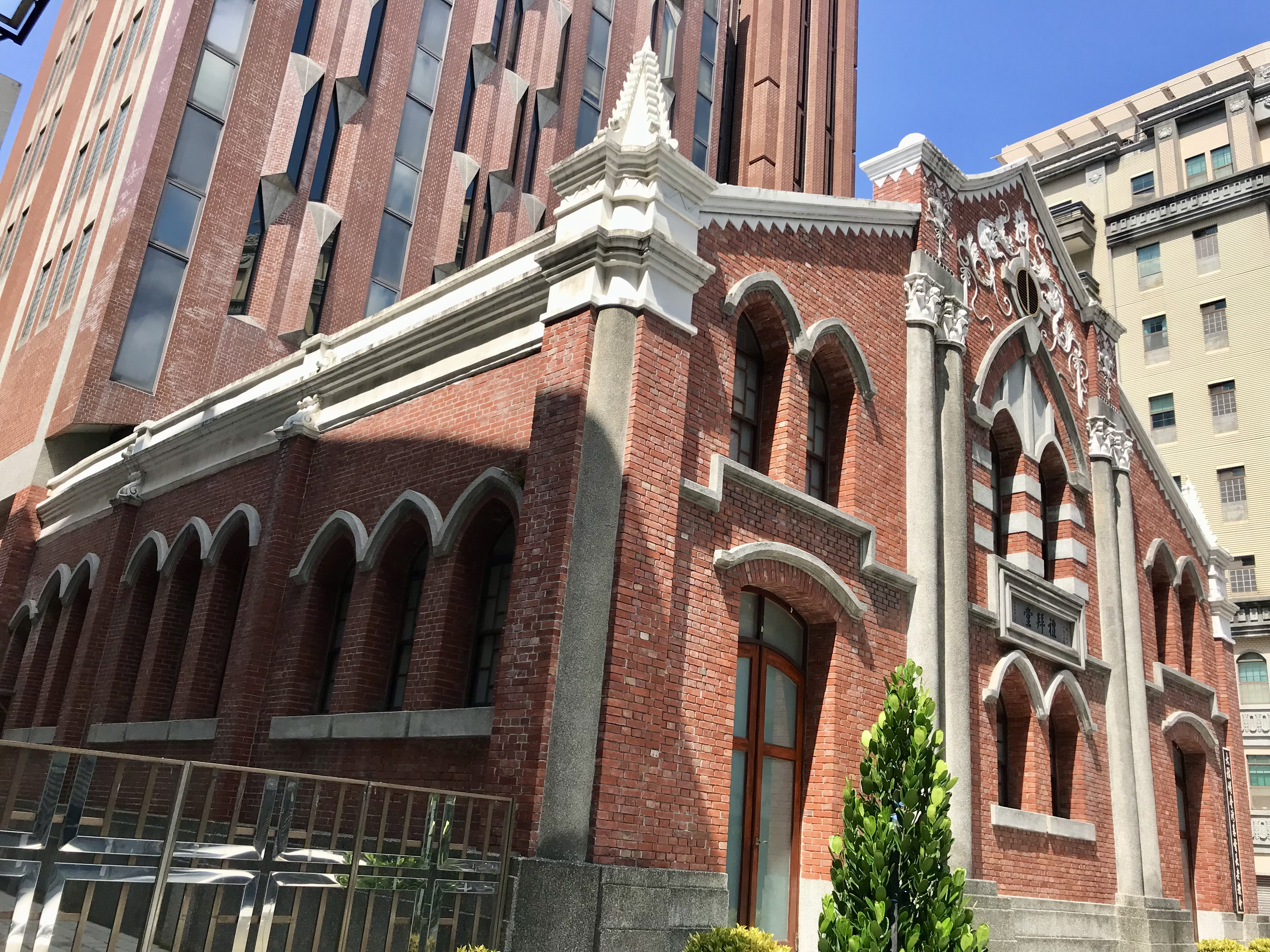
禮拜堂與右後甘州街李宅（新宅）

在等待修復期間，文化局將前美國駐臺北領事館外觀修復後卸下的鋼棚材料拿來供大稻埕教會禮拜堂加護，並將遭拆毀的立面建材暫時保存。協商過程中，李春生第四代子孫李福然出面，呼籲保存這座古蹟並在內部設置李春生紀念堂。 
2002年8月6日，教會委託的建築師在古蹟審查委員會上進行改建報告，表示已敲毀的立面將往前挪移六公尺後重建，原地將新建地上六層，地下兩層的高樓。對此，文化局主張是要將禮拜堂整體前移來保存，受教會在10月6日回應「勉予接受」。
2003年7月17日，教會委任建築師金光裕赴文化局進行設計書圖說。12月9日，古蹟暨歷史建築審查會上，通過大稻埕教會古蹟保存範圍變更案。為此，馬英九還以特簽方式，克服法規限制。2005年9月27日，為避免大稻埕禮拜堂等文化資產破壞再度發生，市政會議通過文化局所提「台北市暫定古蹟及暫定歷史建築管理維護要點」，規範若遭蓄意破壞情事會有法律責任。
2007年1月1日，遷移作業動工。建物保留原有三面立牆，2010年8月15日落成。

## 外部連結
- 官方网站